# Sybil (livro)
Sybil é um livro escrito pela jornalista estadunidense Flora Rheta Schreiber e publicado em 1973.
O livro trata sobre uma mulher chamada Shirley Ardell Mason, nascida em 25 de janeiro de 1923 na cidade de Dodge Center, no estado de Minnesota. Sua história é o mais famoso caso de personalidade múltipla já registrado. Um filme foi feito em 1976, baseado no livro, estrelado por Sally Field como a personagem-título, e  Joanne Woodward como a terapeuta, Dra. Cornelia B. Wilbur.

## Livro
De acordo com as pessoas que conheciam a família Mason, em Dodge Center, Minnesota, a mãe tinha um comportamento estranho e controlava constantemente a filha. O pai e a avó eram bons com ela, mas não podiam fazer nada em relação ao abuso da mãe. 
No início dos anos 1950, Shirley era uma professora substituta e uma estudante da Universidade de Columbia. Ela teve lapsos de memória e instabilidades emocionais durante um longo tempo, tendo finalmente iniciado um tratamento de psicoterapia com a Dra. Wilbur, uma psicanalista freudiana. Suas sessões de terapia são a base do livro.
No livro, Sybil Isabel Dorsett (nome fictício que a autora atribuiu para proteger a privacidade de Shirley) é uma paciente com severos problemas de ansiedade social e perda de memória. Com o decorrer da terapia, a Dra. Wilbur descobre que ela tem 16 personalidades distintas. Ela usa hipnose e o barbitúrico Amobarbital para encorajar as diversas personalidades de Sybil a se comunicarem e revelarem informações sobre a vida da paciente. 

### Principais personalidades
- Sybil: professora substituta de escola secundária, que experimenta frequentemente "lapsos de tempo".
- Peggy Lou e Peggy Ann: ambas com mais ou menos 9 anos, as Peggys aparentemente originaram-se como uma só personalidade, "Peggy Louisiana" (o nome que a mãe de Sybil queria inicialmente dar à filha). Peggy Lou é forte e descarada, Peggy Ann quase sempre amedrontada. Ambas falam de forma incoerente e repetem frases constantemente. Peggy Lou quebra copos quando está transtornada.
- Vicky: apropriada e formal à falha. Vicky fala francês fluente e está ciente de tudo o que acontece com as outras personalidades (no filme, Vicky falava um francês estereotipado da escola secundária, mas acreditava que o falava bem).
- Vanessa: uma bela pianista artística. No filme, ela é amiga de Richard, um homem do apartamento vizinho (Essa personagem foi criada para o filme).
- Marcia: a personalidade depressiva e suicida de Sybil. Marcia tenta em vão se matar, embora saiba que matar o corpo resultará na morte de todas as personalidades.
- Ruthie: uma criança de 2 ou 3 anos que aprecia desenhos a crayon.

A Dra. Wilbur concluiu que as múltiplas personalidades de Shirley Mason foram resultado do abuso infantil por parte da mãe, aparentemente esquizofrênica. Enquanto o comportamento bizarro da mãe foi confirmado prontamente por contemporâneos de Mason, incidentes específicos relacionados no livro e no filme podem ter sido dramatizados com exagero a fim de chocar. Os registros da terapia de Mason nunca foram liberados e seu caso foi arquivado em 2004. 
Posteriormente, Shirley mudou-se para Lexington, Kentucky, onde lecionou arte e administrava uma galeria de arte fora de sua casa durante muitos anos. Morreu de câncer de mama em 26 de fevereiro de 1998. Um livro documentário e um filme são planejados pelo psiquiatra historiador Peter Swales sobre Mason e o seu relacionamento com Wilbur.